# Pernille Holst Holmsgaard
Pernille Holst Holmsgaard (ogift Larsen), född 6 september 1984 i Pandrup, är en dansk handbollsspelare som nu avslutat sin karriär. 

## Klubbkarriär
Holmsgaard började att spela handboll i  Jetsmark HK. Senare bytte hon klubb till Horsens HK, som spelade i danska högstaligan. 2007 anslöt hon till ligarivalen Aalborg DH. Med Aalborg blev Holmsgaaard säsongen 2008/09 dansk silvermedaljör i mästerskapet. Efter sommaren 2009 spelade hon för GOG Svendborg TGI. Kort därefter bildade GOG med Odense Håndbold den gemensamma klubben HC Odense, som Holmsgaard spelade vidare för. 2011 hade hon kontrakt med Viborg HK. Sommaren 2013 bytte hon klubb till København Håndbold. Under säsongen 2016/17 spelade Pernille Holst Holmsgaard för Nykøbing Falster Håndboldklub och vann sin första danska mästerskapstitel med klubben 2017. Hon avslutade sedan sin karriär.

### Landslagskarriär
Hon fick debutera för det danske A-landslaget  den 1 augusti 2006 mot Sverige i en förlustmatch som slutade 23-25. Hun blev sedan en av de bärande spelarna, särskilt i försvaret. För det danska landslaget spelade Holmsgaard på 10 år 136 matcher, och gjorde 124 mål,. Mästerskapsdebut vid VM 2009 in Kina. Sommaren 2012 spelade hon i OS i London. Pernille Holst Holmsgaard vann vid VM 2013 en Bronsmedalj. Sista mästerskapet hemma VM 2015 i Danmark. Sista landskampen mot Montenegro den 19 mars i OS kvalet 2016, som Danmark inte klarade.

## Klubbar
- Jetsmark HK
- Horsens HK -2007
- Aalborg DH  2007-2009
- HC Odense 2009-2011
- Viborg HK 2011-2013
- København Håndbold 2013-2016[5]
- Nykøbing Falster Håndboldklub 2016-2017[6]

## Meriter
- 1 Danskt mästerskap med Nykøbing Falster HK 2017
- 1 Brons med Danmarks damlandslag i handboll

### Fotnoter
1. ↑  ”EHF spelarprofil / Pernille Holst Holmsgaard”. http://www.eurohandball.com/ec/ehfc/women/2016-17/player/523279/Pernille+Holst+Holmsgaard. Läst 6 februari 2019.
2. ↑  Thomas Christensen Mark. ”Pernille Larsen stopper i Viborg HK”. BT 22 februari 2013. https://www.bt.dk/haandbold/pernille-larsen-stopper-i-viborg-hk. Läst 6 februari 2019.
3. ↑  ”En haard dag for Pernille Larsen”. https://viborg-folkeblad.dk/viborghk/En-haard-dag-for-Pernille-Larsen/artikel/25029. Läst 6 februari 2019.
4. ↑  ”haslund info / Pernille Holst Holmsgaard”. http://www.haslund.info/haandbold/20_dame/20_spillere/holper.asp. Läst 6 februari 2019.
5. ↑  ”Landsholdsspelare stopper i Köpenhamn til sommer”. http://sport.tv2.dk/haandbold/2016-03-31-landsholdsprofil-stopper-i-koebenhavn-til-sommer. Läst 6 februari 2019.
6. ↑  ”Svensk stjärna forlader Mulle og Nyköping Falster”. http://sport.tv2.dk/haandbold/2017-04-20-officielt-svensk-stjerne-forlader-mulle-og-nykoebing-falster. Läst 6 februari 2019.